# Wit-Russisch olympisch voetbalelftal (mannen)
Het Wit-Russisch olympisch voetbalelftal is de voetbalploeg die Wit-Rusland vertegenwoordigt op het mannentoernooi van de Olympische Spelen.

## 1952-1988: Olympisch elftal van de Sovjet-Unie
Tot eind 1991 was Wit-Rusland een onderdeel van de Sovjet-Unie en konden Wit-Russische voetballers worden geselecteerd voor het olympisch elftal van de Sovjet-Unie. Zo maakte de Wit-Rus Sergej Gorloekovitsj deel uit van de Sovjet-ploeg die olympisch goud won in 1988.

## Sinds 1996: Jong Wit-Rusland
Sinds de kwalificatie voor de Olympische Spelen 1992 geldt voor mannen dat ze maximaal 23 jaar mogen zijn (met 1 januari van het olympisch jaar als peildatum). De UEFA wees daarop het Europees kampioenschap onder 21 voorafgaande aan de Spelen aan als kwalificatietoernooi voor Europa, zodat tegenwoordig Jong Wit-Rusland deelname aan de Olympische Spelen moet zien af te dwingen. 
Op het EK 2011 wist Wit-Rusland zich het eerst voor de Olympische Spelen kwalificeren, waar het in de eerste ronde werd uitgeschakeld.